# Fritz Kossack
Fritz Kossack (* 16. Dezember 1927 in Radebeul; † 2020 in Dresden) war ein deutscher Gebrauchsgrafiker.

## Leben und Werk
Kossack erwarb das Abitur und absolvierte von 1947 bis 1949 in Dresden in der Landesdruckerei Sachsen eine Lehre als Schriftsetzer. Danach arbeitete er in seinem Beruf. Von 1960 bis 1965 machte er daneben an der Hochschule für Grafik und Buchkunst Leipzig ein externes Studium in der Fachrichtung Buchgestaltung. Danach arbeitete er als Zeitungsgrafiker und von 1969 bis 1980 als freiberuflicher Gebrauchsgrafiker. Dann war er als Oberassistent für Schriftgestaltung an der Hochschule für Bildende Künste Dresden tätig.
Er betätigte sich als Schriftgestalter und Buchgestalter, insbesondere für den Dresdner Verlag der Kunst. Neben einer Anzahl von Buchumschlägen stammt u. a. die typografische Gesamtgestaltung des 1983 von diesem Verlag edierten Buchs Hans Hesse – Ein Maler der Spätgotik in Sachsen von Kossack. Das Buch gehörte 1983 zu den Schönsten Büchern der DDR.
1985 entwarf Kossack die Schrift Zyklop.
Kossack war bis 1990 Mitglied des Verbands Bildender Künstler der DDR. Er lebte zuletzt in Dresden.

## Ausstellungen (mutmaßlich unvollständig)
- 1959: Leipzig, Internationale Buchkunstausstellung
- 1974, 1979 und 1985: Dresden, Bezirkskunstausstellungen
- 1977/78 und 1982/83: Dresden, VIII. und IX. Kunstausstellung der DDR